# Église Saint-Pierre-le-Vieux de Lyon

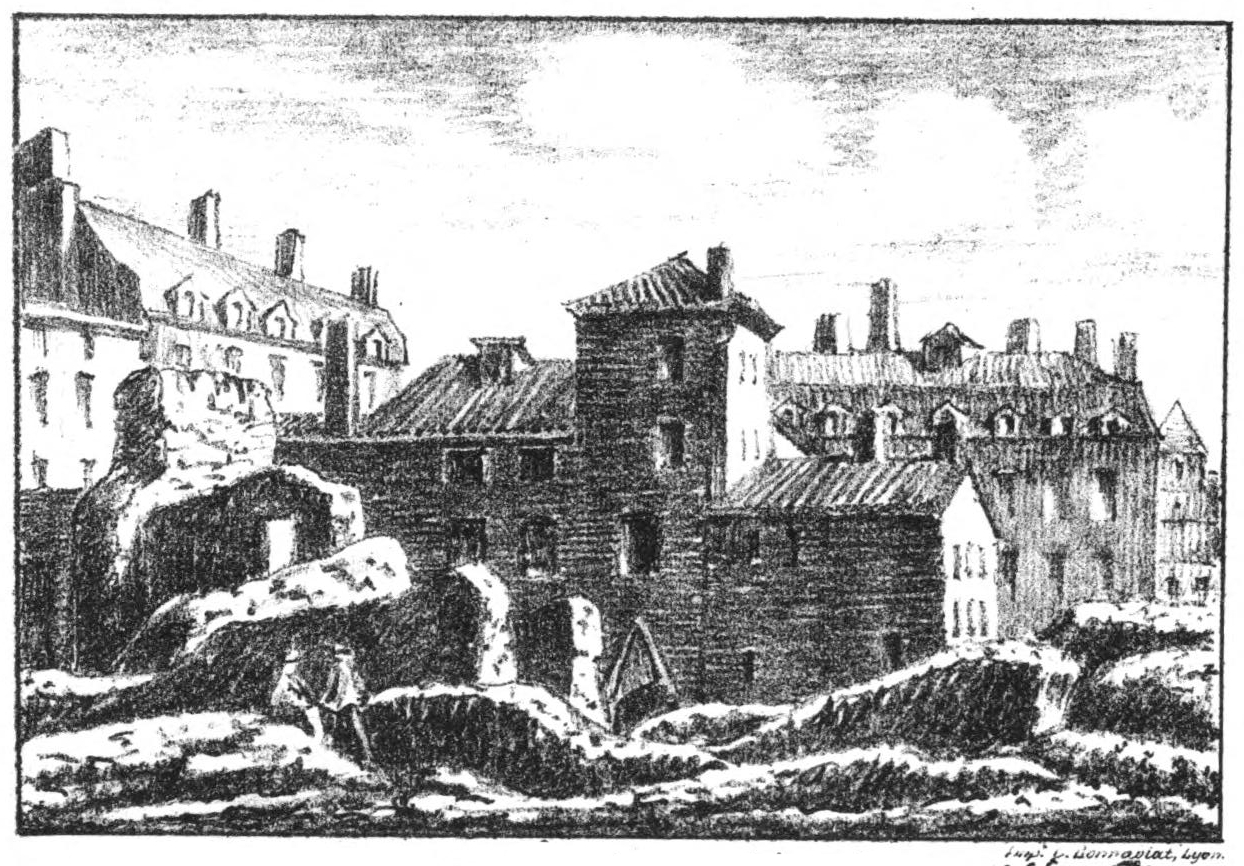

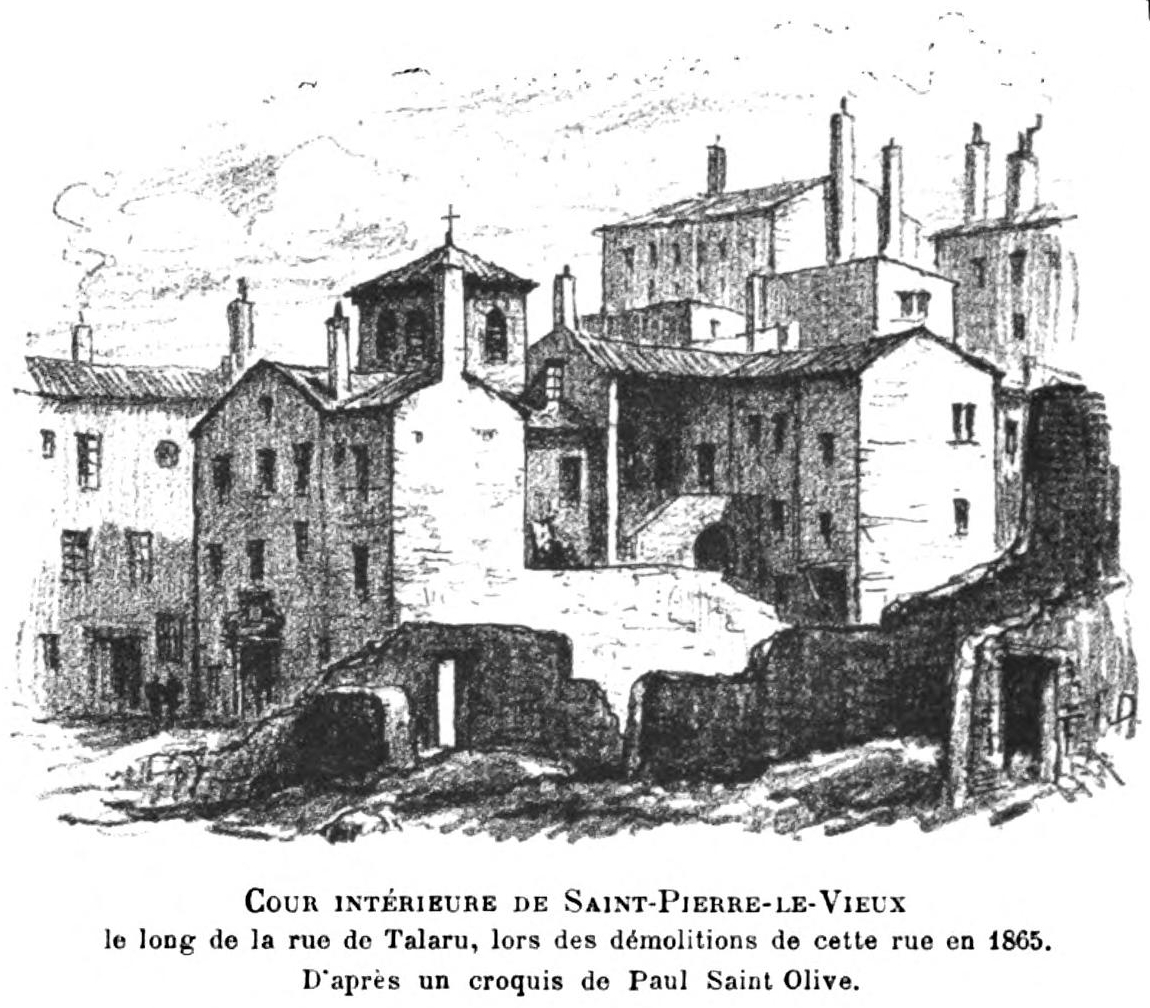
Cour intérieure de Saint-Pierre-Le-Vieux, le long de la rue Talaru lors les démolitions de celle-ci en 1865.

Pour les articles homonymes, voir Saint-Pierre-le-Vieux.
L'église Saint-Pierre-le-Vieux est une ancienne église catholique de la ville de Lyon, en France. Les origines de sa construction sont incertaines, l'église pourrait avoir été construite dans le courant du XIIIe siècle. L'historien de Lyon, Emmanuel Vingtrinier date sa construction du Ve siècle. Elle est définitivement détruite en 1866. Elle était située au sud et en dehors du cloître de la cathédrale Saint-Jean, actuellement dans le 5e arrondissement de Lyon. L'église de Saint-Pierre-Le-Vieux fut la dernière demeure de plusieurs personnages illustres de la ville : magistrats, échevins, archevêques. Des familles célèbres y avaient leur chapelle. Parmi les plus connues sont les Laurencin et les Bellièvre dont le nom d'une rue rappelle encore aujourd'hui leur souvenir. De l'église éponyme dépendait le cimetière de la paroisse de Saint-Pierre-le-Vieux. 
Cette église a été détruite entre 1844 et 1847, et des éléments ont été réemployés dans diverses constructions. Certains ont été retrouvés dans les fondations de l'église Saint-Pierre de Vaise lors de la construction d'un égout dans le boulevard Antoine de Saint-Exupéry par Amable Audin en 1964. Ces blocs proviennent à l'origine de mausolées romains.